# حصار كرويه (1466-1467)
وقع الحصار الثاني لكرويه بين عامي 1466 و1467. قاد السلطان محمد الثاني (محمد الفاتح) من الإمبراطورية العثمانية جيشًا نحو ألبانيا لهزيمة الإسكندر بك، زعيم عصبة ليجه، التي تأسست في عام 1444 بعد أن بدأ حربه ضد العثمانيين. صمد حصن الإسكندر بك الرئيسي، كرويه، في التصدي، خلال الحصار الذي استمر لمدة عام تقريبًا، بينما جاب الإسكندر بك ألبانيا لتجميع القوات، ولتسهيل هروب اللاجئين من المناطق المدنية التي هاجمها العثمانيون. تمكنت كرويه من الصمود أمام الحصار الذي فرضه عليها بلابان باديرا، السنجق بكي من سنجق أوهريد، وهو ألباني التحق في الجيش العثماني من خلال الدوشيرمة. هُزم الجيش العثماني ودخل الإسكندر بك كرويه بحلول 23 أبريل 1467.
قرر محمد الفاتح بناء قلعة في ما تُعرف الآن بإيلبصان، والتي كانت ستوفر قاعدة دائمة للهجمات العثمانية المستقبلية على نطاقات الإسكندر بك. أثار الحصن قلق البندقية بشكل خاص منذ بناء إيلبصان على ضفاف نهر شكومبين، مما كان سيسمح للعثمانيين بإرسال السفن إلى البحر الأدرياتيكي وتهديد مستعمرات البندقية. ذهب الإسكندر بك برحلة إلى إيطاليا حيث كان سيحاول إقناع البابا بولس الثاني وفرديناندو الأول ملك نابولي بمساعدته في حربه، نظرًا لأن وضعه أصبح غير مواتٍ. لم يتلق الإسكندر بك سوى القليل من المساعدة، على الرغم من الوعود العديدة من البابا، وذلك بسبب الخوف من حرب نابولي مع روما والاقتتال الداخلي في الكوريا الرومانية. أجّل كل من فرديناندو وجمهورية البندقية طلبات الإسكندر بك إلى البابا. أُضعِفت رابطة ليجه، بحلول الوقت الذي غادر فيه محمد الفاتح إيطاليا، واحتاجت إلى تدخله.
قرر البندقيون إرسال قوات ضد التقدم العثماني بعد عودته. جمع الإسكندر بك، الذي تولى القيادة بمجرد مغادرة محمد الفاتح ألبانيا بعد بناء إيلبصان، 13400 رجل، من بينهم العديد من رجال البندقية، لشن هجوم على المعسكر العثماني المحاصر. قسم الإسكندر بك جيشه إلى ثلاثة أجزاء وطوَّق المحاصرين. قُتل بلابان أثناء القتال، وتُركت القوات العثمانية بلا قائد وأصبحت قوة مستنفدة محاصرة. أكملت القوات الألبانية-البندقية الهجوم بعد ذلك بقتل القوات العثمانية المتبقية قبل أن تتمكن من الفرار عن طريق ديبر. لقي الانتصار استحسان الألبان والإيطاليين. لم يكن هذا مؤشرًا على نهاية الحرب، ولكن الإسكندر بك شن بعض الهجمات على إيلبصان بعد أن حثته البندقية على ذلك بعد فترة وجيزة؛ ولكنه لم يتمكن من الاستيلاء على الحصن بسبب نقص المدفعية. كانت البندقية نفسها في صراع مع جيرانها الإيطاليين، مما دفع محمد الفاتح لبدء حملة أخرى ضد الألبان، وكان ذلك سيؤدي إلى حصار آخر على كرويه.

## الحملة
أرسلت البندقية تعزيزات إلى مدنها على طول ألبانيا بمجرد وصول أخبار الاقتراب العثماني. كان دراس قد جمع حامية من 3000 رجل. عُزِّز حصن إشقودرة أيضًا بعد مشورة الإسكندر بك، وأعيد بناء الجدران. انتشرت الأخبار في 19 أبريل 1466 عن أن السلطان كان ذاهبًا إلى فلوره بجيش مكون من مئة ألف رجل، وذلك على الرغم من إفادة شعب الراغوزان بأن العدد كان 30 ألفًا. كانت القوات العثمانية مستعدة لدخول مملكة نابولي، وضغطت على فرديناندو لتشكيل تحالف مع محمد الفاتح. لم يكن الوضع واضحًا في البلقان، فكان يُعتقد أن العثمانيين يمكن أن يتقدموا في مسيرة ضد البوسنة، أو صربيا، أو دلماسية، أو وابية أو ألبانيا. كان من الواضح بحلول بداية شهر مايو أن العثمانيين سيهاجمون ألبانيا بسبب اقتراب قوات محمد الفاتح تجاه ألبانيا بعد انتهاء حملاته في اللأفلاق وقرمان والمورة. لم تصل أي من التعزيزات الموعودة من نابولي والبندقية، وبالتالي تُرك الإسكندر بك وحيدًا مع قوات العصبة فقط في محاربة القوات العثمانية.

### التحركات العثمانية في ألبانيا
وصلت أنباء من شرق ألبانيا عن ارتكاب العثمانيين لمذابح في المنطقة. شعر البابا بالأسى من هذا، ودعا الأمراء المسيحيين في أوروبا لمساعدة الإسكندر بك. سار رجال محمد الفاتح بعد فترة وجيزة إلى ألبانيا. اعتبر محمد الفاتح، على عكس والده مراد الثاني، أن الطريقة الوحيدة التي يمكن بها غزو ألبانيا ستكون من خلال عزل كرويه، الحصن الألباني الرئيسي، عن طريق الحد من القوى البشرية، والإمدادات، والدعم السياسي والأخلاقي لإسكندر بك، فستصبح كرويه بذلك تحت الحصار. أُرسِلت الحملة العثمانية في اتجاهين، الأول عبر وادي نهر شكومبين، والثاني عبر وادي نهر بلاك درين. أُرسِل الرجال في الاتجاهين نحو المناطق الحدودية، من جانبي الوديان، وكانا سينخرطان في ذبح السكان المحليين، ومداهمة المناطق المأهولة، وحرق كل قرية أظهرت المقاومة، ولكن السكان قرروا الفرار إلى المناطق الآمنة.
لم يتوقع الإسكندر الثاني مثل هذه الحملة، ولم يكن جيشه مستعدًا لوقف التقدم. سار جيش مكون من 300 ألف جندي (وهو رقم يعتبر مبالغًا فيه) إلى ألبانيا، وفقًا لقانون أُصدِر في مونبلي في بولية، وقتل 7000 شخص، ونهب العديد من المناطق المأهولة بالسكان، وذلك في الوقت الذي كان فيه الإسكندر بك يستعد للفرار إلى إيطاليا. بقي الإسكندر بك في ألبانيا بدلًا من الفرار، ولكنه أرسل اثنتي عشرة سفينة مع العديد من سكان كرويه إلى إيطاليا كلاجئين، وأرسل زوجته دونيكا وابنه جيون معهم، وكانوا متوجهين نحو منت شنت أنجلو، وهي قلعة مُنحت للإسكندر بك بعد حملاته لاستعادة حكم فرديناندو. زاد وصول اللاجئين الألبان من حزن البابا والعديد من الإيطاليين الذين اعتقدوا أن ألبانيا أصبحت محتلة، وأن محمد الفاتح يستعد الآن للتقدم نحو إيطاليا. وصلت الأخبار التي تشير إلى عكس ذلك إلى روما أيضًا قائلة إن رابطة ليجه لم تنكسر، وأن كرويه ما تزال صامدة.
شهدت عصبة ليجه صراعًا هائلًا ضد القوات العثمانية، وتوسعت جبهتها في جميع أنحاء ألبانيا. انسحب الإسكندر بك إلى الجبال المحيطة بإشقودرة حيث جمع الرجال للتخفيف عن كرويه. سُمح للآقنجي (وحدات سلاح الفرسان) بقيادة محمد الفاتح بمداهمة البلاد، وهو القرار الذي قال عنه الباحث محمد نيشريو (محمد نشري) إنه كان عملًا انتقاميًا بشأن غارات الإسكندر بك في مقدونيا في عام 1464، والذي أوقف حصاره على يايتسي. يقول إدريس البدليسي إن حملة محمد الفاتح كانت ردًا على كسر وقف إطلاق النار في عام 1463؛ وذلك عندما علم الإسكندر بك أن الحملة الصليبية ضد العثمانيين التي نظمها بيوس الثاني كانت جاهزة للانطلاق من أنكونة. وصف المؤرخ طورسون باي المقاومة نفسها بقوله: سيطر الألبان على قمم الجبال والوديان حيث فُكِّكت أبراجهم المحصنة عند الاستيلاء عليها؛ وبيع أولئك الذين في الداخل، وخاصة الشبان والشابات، للعبودية مقابل 3000-4000 آقجة لكل واحد منهم.
يصف مايكل كريتوبولوس، المؤرخ اليوناني للسلطان، المقاومة وتداعياتها. اكتسب الألبان بالمثل في سجله قمم الجبال؛ وصعد المشاة العثمانيون الخفيفون إلى المرتفعات حيث حاصروا الألبان خلف منحدر وانهالوا عليهم. قفز العديد من الألبان من المنحدرات هربًا من المذبحة، وانتشر الجنود بعدها في جميع أنحاء الجبال، وأسروا الكثير منهم كعبيد، وأخذوا أيضًا أي شيء ذي قيمة. أمر محمد الفاتح أيضًا بقطع الغابات التي تمر من خلالها الطرق الرئيسية من أجل تأمين المسيرات المستقبلية إلى ألبانيا، فأنشأ بهذه الطريقة طرقًا عسكرية واسعة كانت آمنة.